# زمین‌لرزه گجرات
زمین‌لرزه گجرات ممکن است به یکی از موارد زیر اشاره داشته باشد:
- زمین‌لرزه ۲۰۰۱ گجرات
- زمین‌لرزه ۲۰۰۶ گجرات
- زمین‌لرزه ۲۰۱۱ گجرات